# Autochromemetoden
Autochromemetoden (autokrommetoden, farverastermetoden) er en tidlig metode til fremstilling af farvefotografier som blev udviklet 1904 af brødrene Lumière og sat i produktion 1907. Metoden fungerer efter princippet additiv farveblandning. Med denne metode lykkedes det for første gang at fremstille et farvefotografi med blot én eksponering. Tidligere måtte man tage tre billeder, én for hver farve.
Autokrompladerne var en patenteret videreudvikling af irlænderen John Jolys farverastermetode fra 1893. Pladerne var præpareret med meget små indfarvede stivelseskorn i cinnoberrødt, gulgrønt og ultramarinblåt. På glaspladen kunne man fordele 9.000 korn per kvadratmillimeter. Mellemrummene mellem kornene fyldtes med fint kulstøv for at forhindre falsk lys. Gennem rasteret af indfarvede korn og kulstøv filtreredes lyset mod en lys- og farvefølsom emulsion. Fremkaldelsen og kopieringen var lige så enkel som for samtidige sort-hvid-billeder. Dog var lysfølsomheden meget lav og eksponeringen blev cirka 80 gange længere end for sort-hvid-film.
Autokrompladerne kunne anvendes i sædvanlige kameraer, men slog dog aldrig rigtigt igennem på grund af den høje pris og tekniske mangler. Metoden blev videreudviklet, og materialet gjort mere lysfølsomt. I 1930'erne fandtes endnu farvefilm efter farverastermetoden med varenavne som Agfacolor (1932), Omnicolor og Finaly Color. Men først gennem introduktionen af diapositivfilm fra Kodak (Kodachrome 1935) og Agfa (Agfacolor Neu 1936) fik både professionelle og amatører adgang til et billigt og godt farvefotomateriale.